# 绿街站
绿街站（英語：Green Street，车站站牌为Green）位于麻薩諸塞州波士顿的牙买加平原社区南部，是波士顿地铁橙线无障碍车站。绿街站是橙线所有车站中，客流量最低的车站，据2013年调查统计，车站工作日日均客流量为3618人 。

## 历史
波士顿至普罗维登斯铁路于1832年开通，并在1841年在如今的绿街站地址处增设了牙买加平原站。车站的客运服务自那时候起保持了近一个世纪，从未间断。最早的车站与街面等高，旧殖民地铁路在1888年收购了该铁路线后，从1891年起将车站和铁路抬升至4股轨道宽的路坝上，以减少与公路的交错。罗克斯伯里和牙买加平原的三座火车站——罗克斯伯里十字站、牙买加平原站和森林山站需要重建，改为架高车站，新建博伊尔斯顿街和杰克逊广场站，5座车站均在1897年6月1日启用。

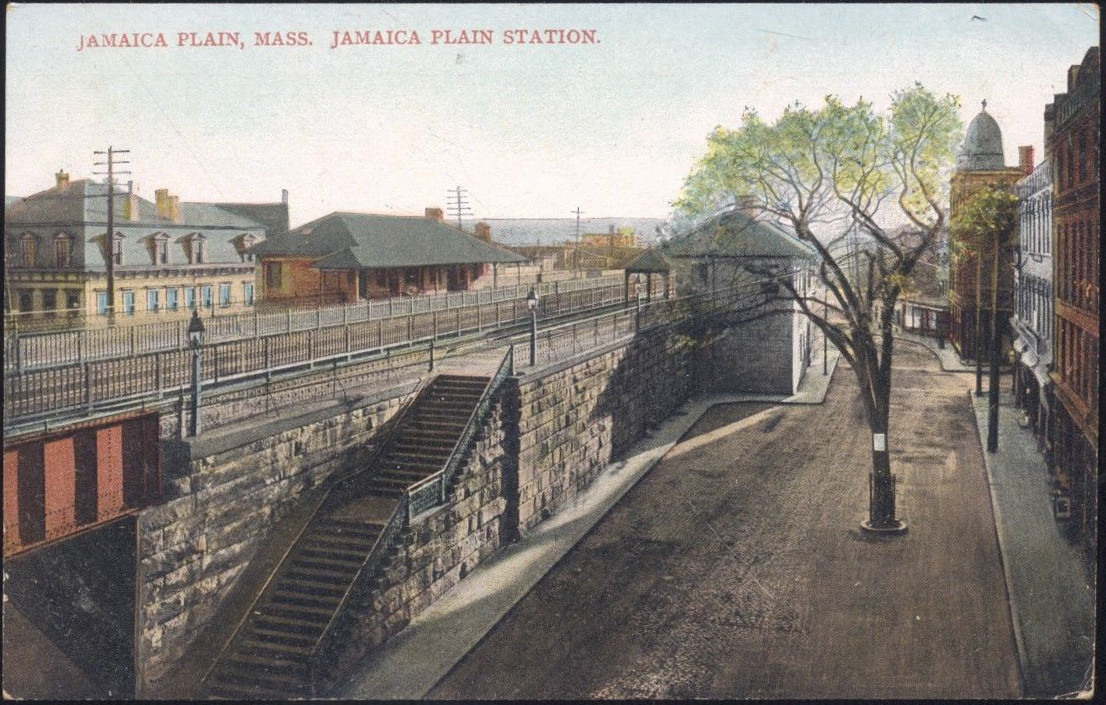
牙买加平原站（1910年前后）

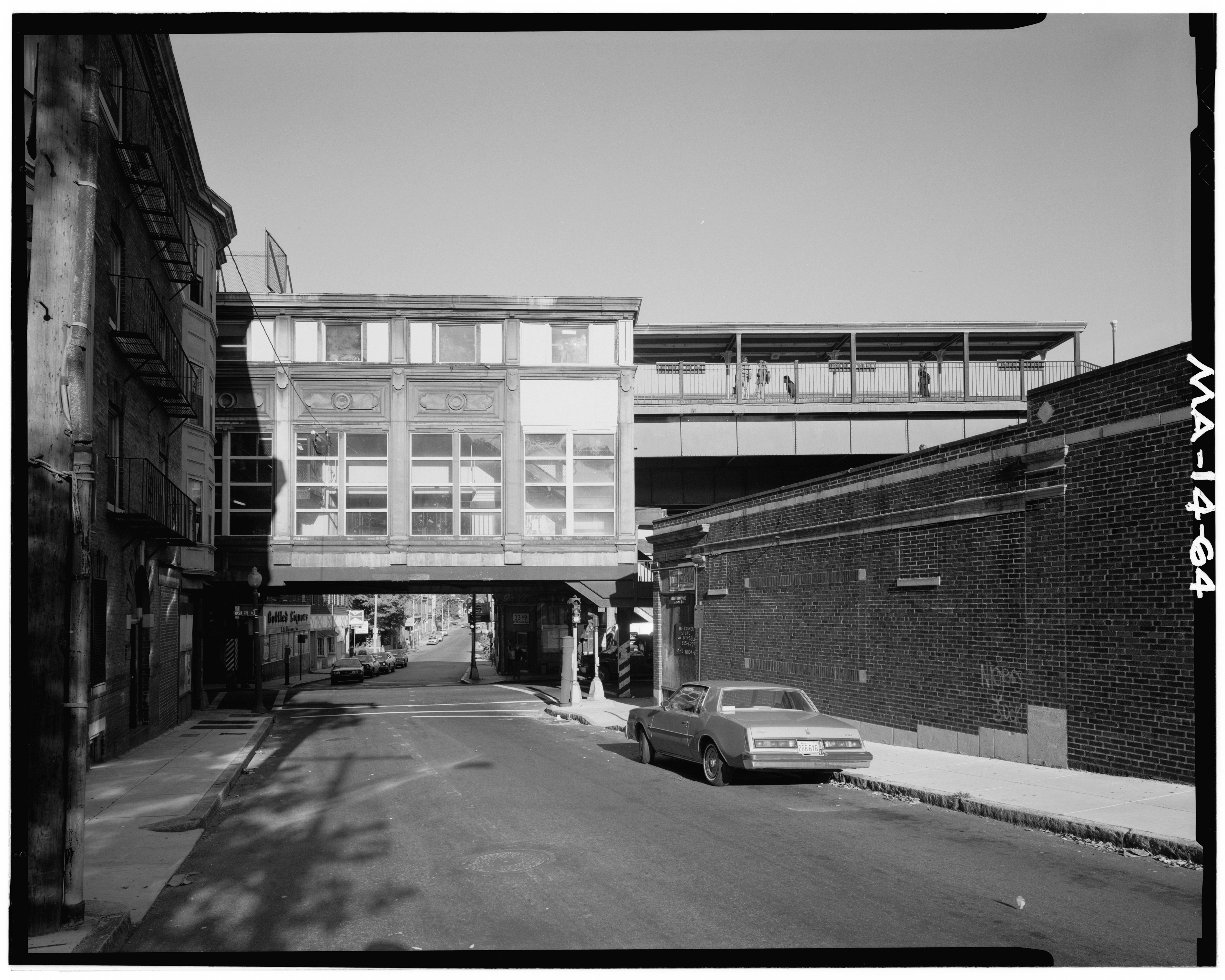
华盛顿街高架铁路的绿街站（1982年）

1909年11月22日，华盛顿街高架向南延长至森林山，1912年9月22日，巨大的客流量，促使华盛顿街高架铁路在绿街附近增設車站。尽管这五座高架车站与华盛顿街高架平行，并且运营了超过30年，但最终仍然无法与其竞争，最终于1940年9月29日关闭
20世纪60年代，波士顿市政府计划将95号洲际公路沿着旧铁路线一直延伸至波士顿市中心，并在高速中央隔离带修建地铁代替华盛顿街高架铁路。1969年的高速抵制运动抗议在此兴建高速，1970年州长弗朗西斯·萨金特宣布暂时搁置在马萨诸塞州128号公路内修建高速的计划，1972年宣布项目取消，但是西南走廊区域已经清空。后来西南走廊被用来修建西南走廊公园，地铁改为沿着西南走廊修建，该地铁后来被命名为波士顿地铁橙线。1987年4月30日，旧绿街站与华盛顿高架一起关闭，新地铁于5月4日正式开始运营。

## 现状

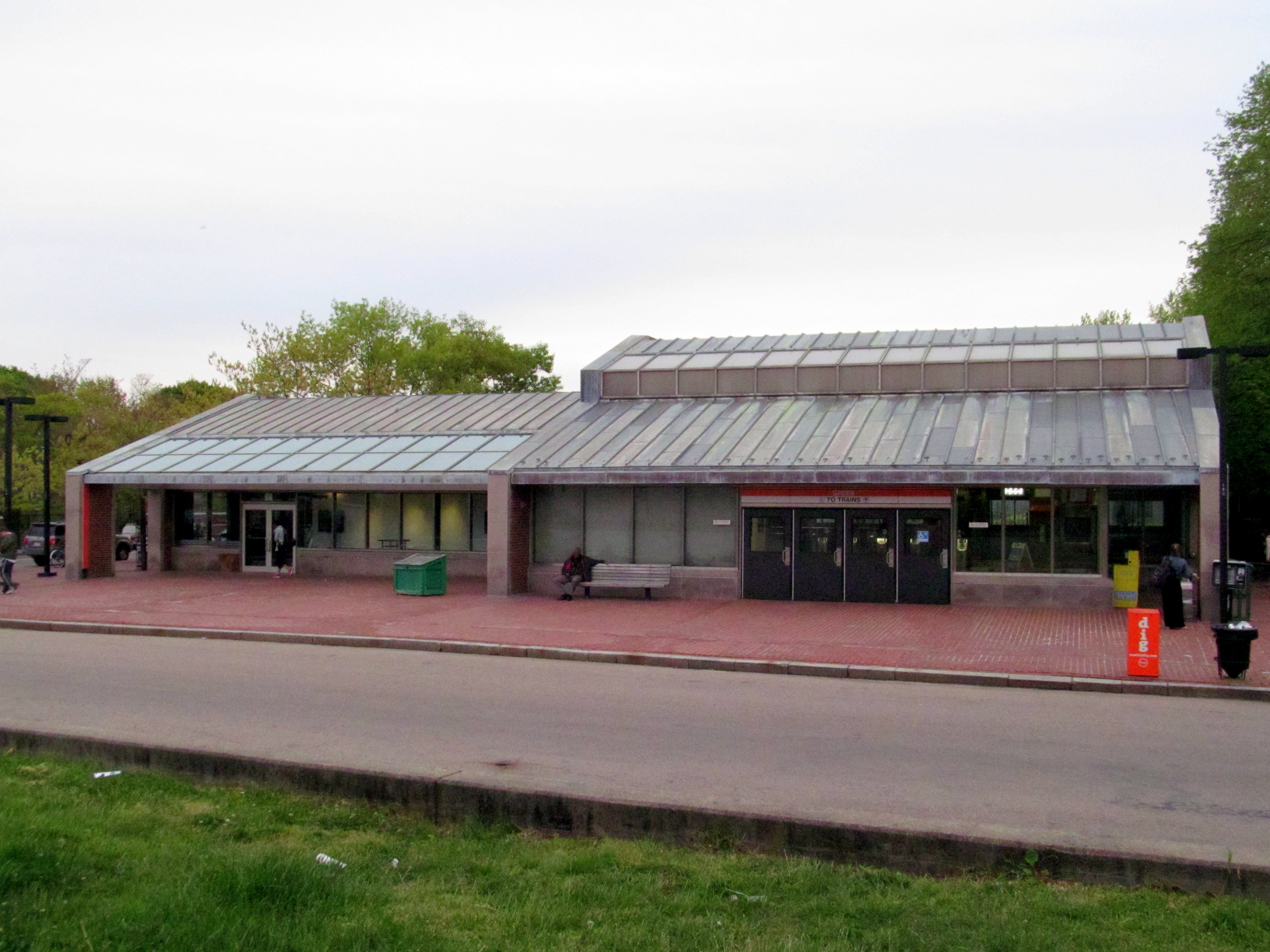
绿街站车站入口（2012年5月）

绿街站主要服务于周边住宅区和牙买加平原社区中央大道上的商业区，并可以便利的前往周围的各个公园。车站设在西南走廊条状公园内，富兰克林公园和波士顿绿宝石项链公园系统之一的牙买加池塘位于车站西侧。 
由于设计时并未打算让绿街站成为换乘车站，因此并没有建造公交车专用道。2012年7月1日，48路公交车取消后，绿街站便无法换乘公交。 临近的森林山站是附近的主要换乘车站，可以前往该站转车。

### 艺术画廊
绿街站的街道层设有零售商铺，20世纪90年代末期，车站增设了艺术演变画廊。
1996年，当地艺术家詹姆斯·赫尔觉得车站很空旷，于是与马萨诸塞湾交通局联系，免费租用空间。1998年，“绿街画廊”（英語：The Gallery @ Green Street）开业。画廊的员工全部为志愿者，展示各种现代艺术作品。这些作品有些来自于当地学生，有些来自于熟练的艺术家的非卖品。赫尔后来还为画廊新增了空调和洗手间，方便游客和乘客。
2006年12月，画廊换为Axiom新媒体和实验媒体中心，由一个非盈利性艺术家团体运营，展示利用现代技术做出的艺术品。2012年7月媒体中心关闭后，改为波士顿赛博艺术画廊。

## 车站结构
| G       | 地面               | 出入口               |
| P站台层 | 南行               | 往森林山（终点站）   |
| P站台层 | 岛式站台，左侧开门 |                      |
| P站台层 | 北行               | 往橡树林（斯托尼溪） |